# Schalkendorf
Schalkendorf – miejscowość i gmina we Francji, w regionie Grand Est, w departamencie Dolny Ren.
Według danych na rok 1999 gminę zamieszkiwały 282 osoby, a gęstość zaludnienia wynosiła 54 osób/km² (wśród 903 gmin Alzacji Schalkendorf plasuje się na 622. miejscu pod względem liczby ludności, natomiast pod względem powierzchni na miejscu 474.).